# Hookeriaceae
Hookeriaceae é uma família de musgos pleurocárpicos da ordem Hookeriales, maioritariamente com distribuição natural nas regiões de clima tropical. Na sua presente circunscrição taxonómica a família agrupa 6 géneros com cerca de 600 espécies.

## Sistemática
A família Hookeriaceae inclui os seguintes géneros:
- Achrophyllum
- Adelothecium
- Beeveria
- Brymela
- Bryobrothera
- Callicostella
- Calyptrochaeta
- Canalohypopterygium
- Chaetomitriopsis
- Chaetomitrium
- Chaetophora
- Crosbya
- Curviramea
- Cyathophorum
- Cyclodictyon
- Dendrocyathophorum
- Dimorphocladon
- Diploneuron
- Distichophyllum
- Elharveya
- Ephemeropsis
- Eriopus
- Hemiragis
- Hookeria
- Hookeriopsis
- Hypopterygium
- Lepidopilidium
- Lopidium
- Metadistichophyllum
- Philophyllum
- Pilosium
- Pilotrichidium
- Pterygophyllum
- Rhynchostegiopsis
- Sauloma
- Schimperobryum
- Schizomitrium
- Sclerohypnum
- Stenodictyon
- Tetrastichium
- Thamniopsis
- Trachyxiphium
- Vesiculariopsis

## Galeria

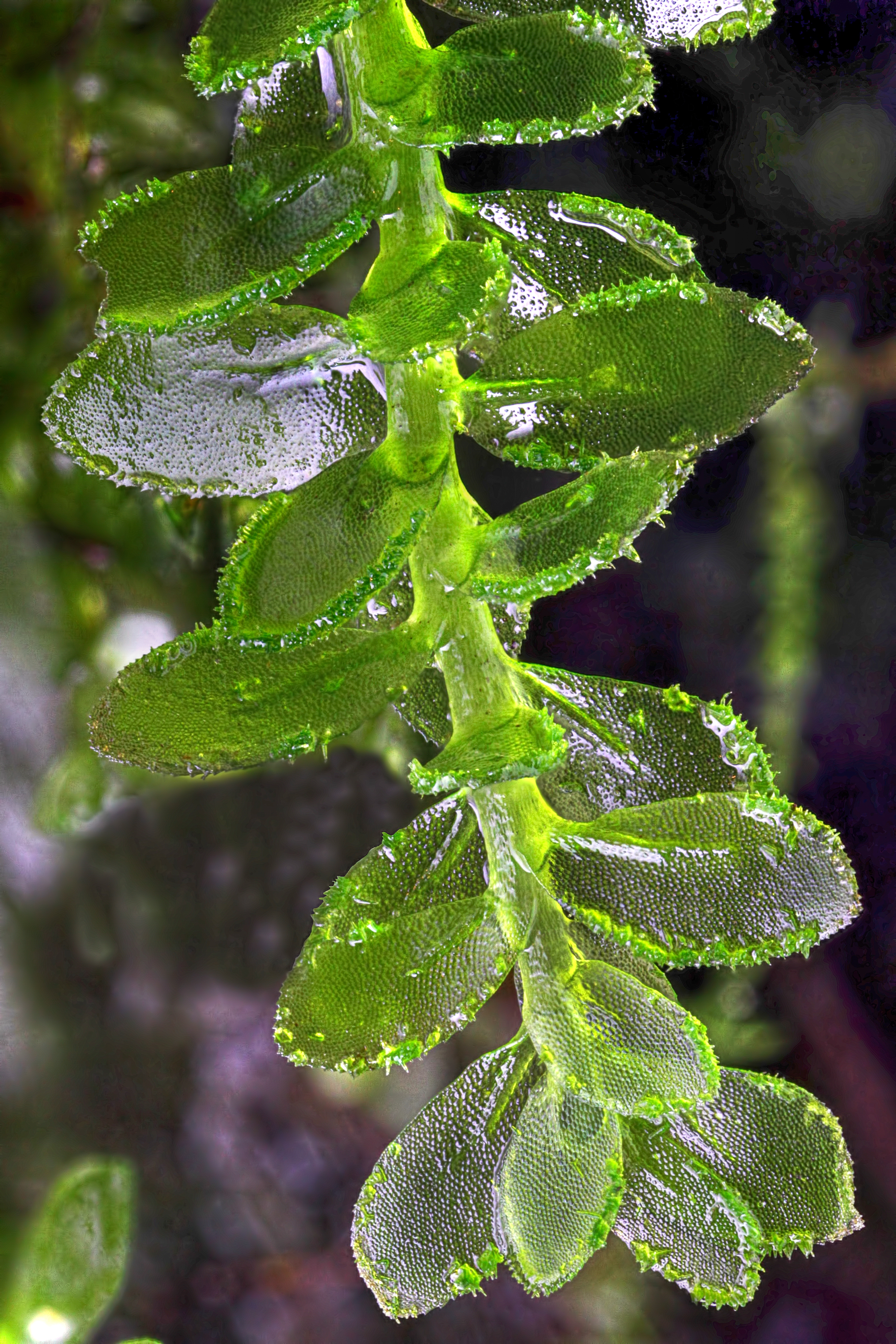
Achrophyllum dentatum.
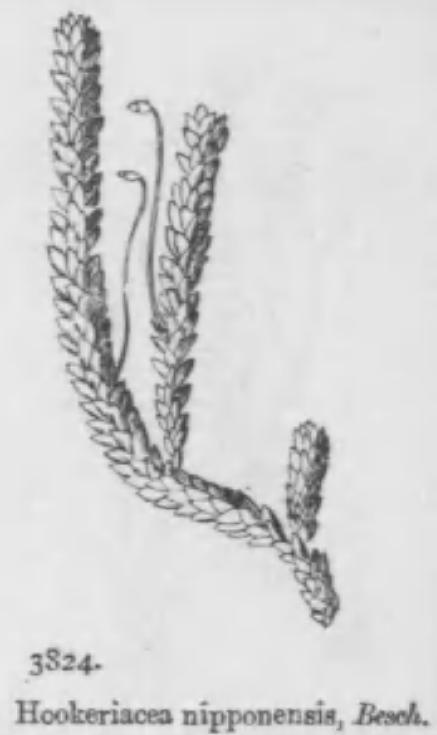
Hookeria nipponensis.
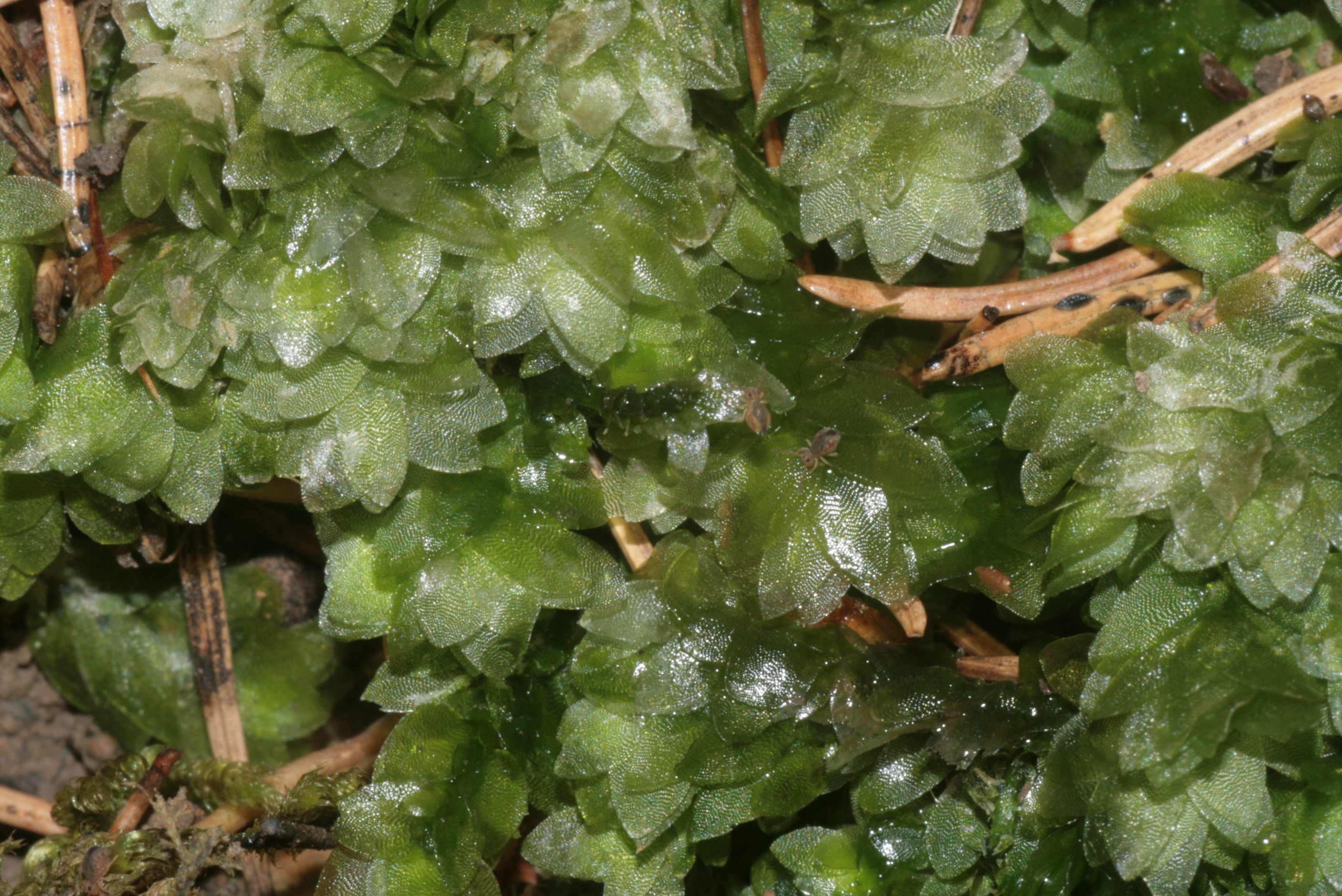
Hookeria lucens.
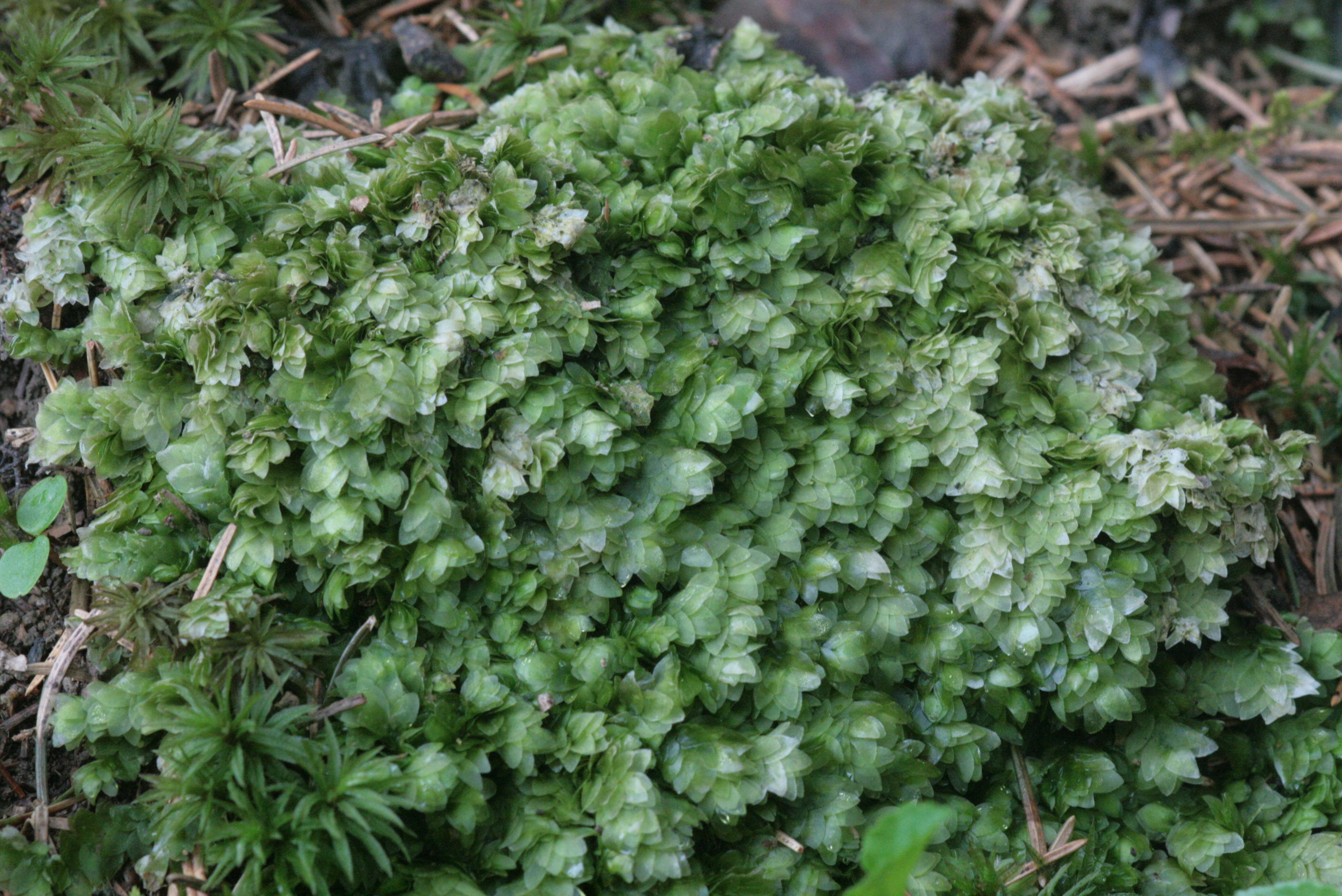
Hookeria lucens.
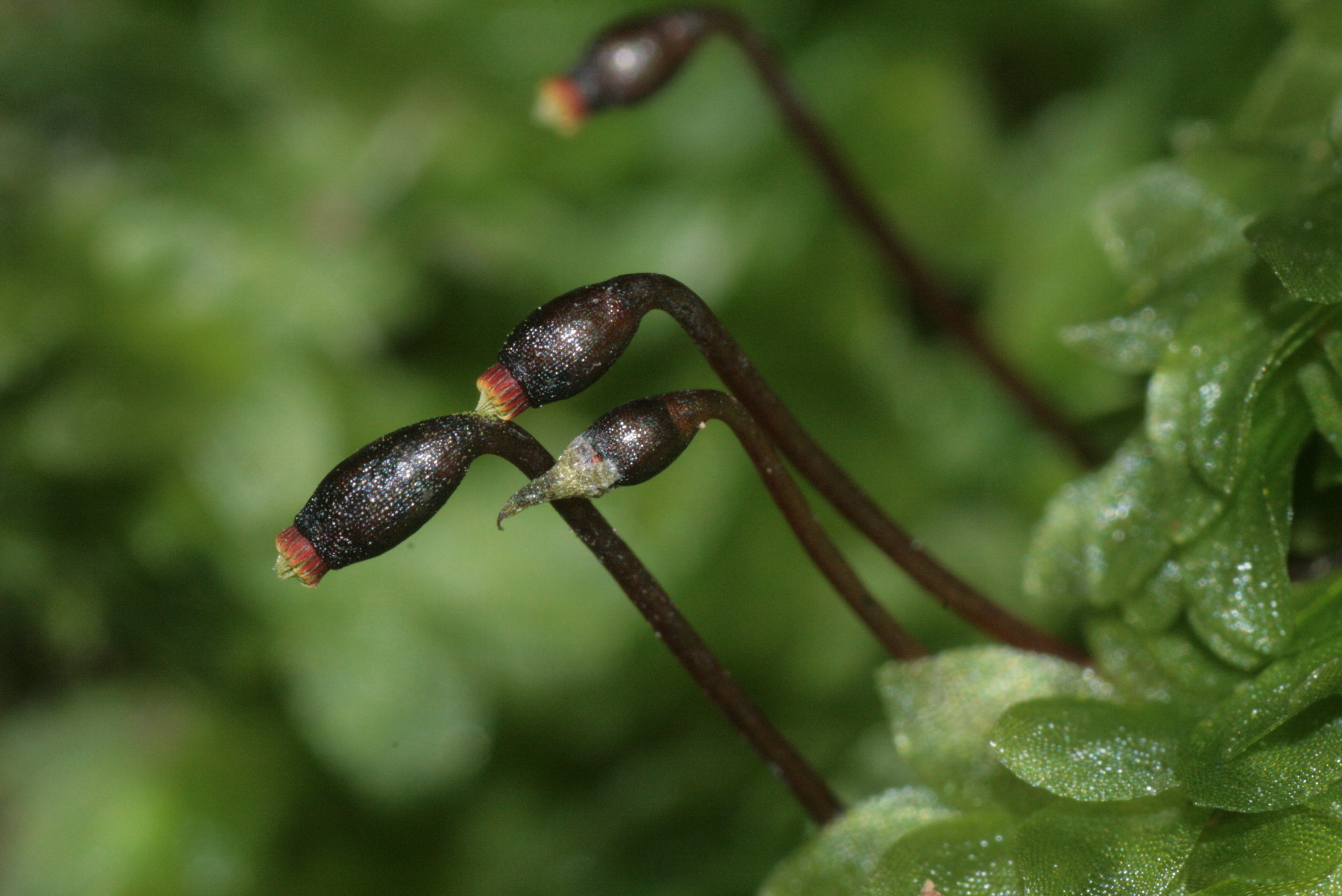
Hookeria lucens.
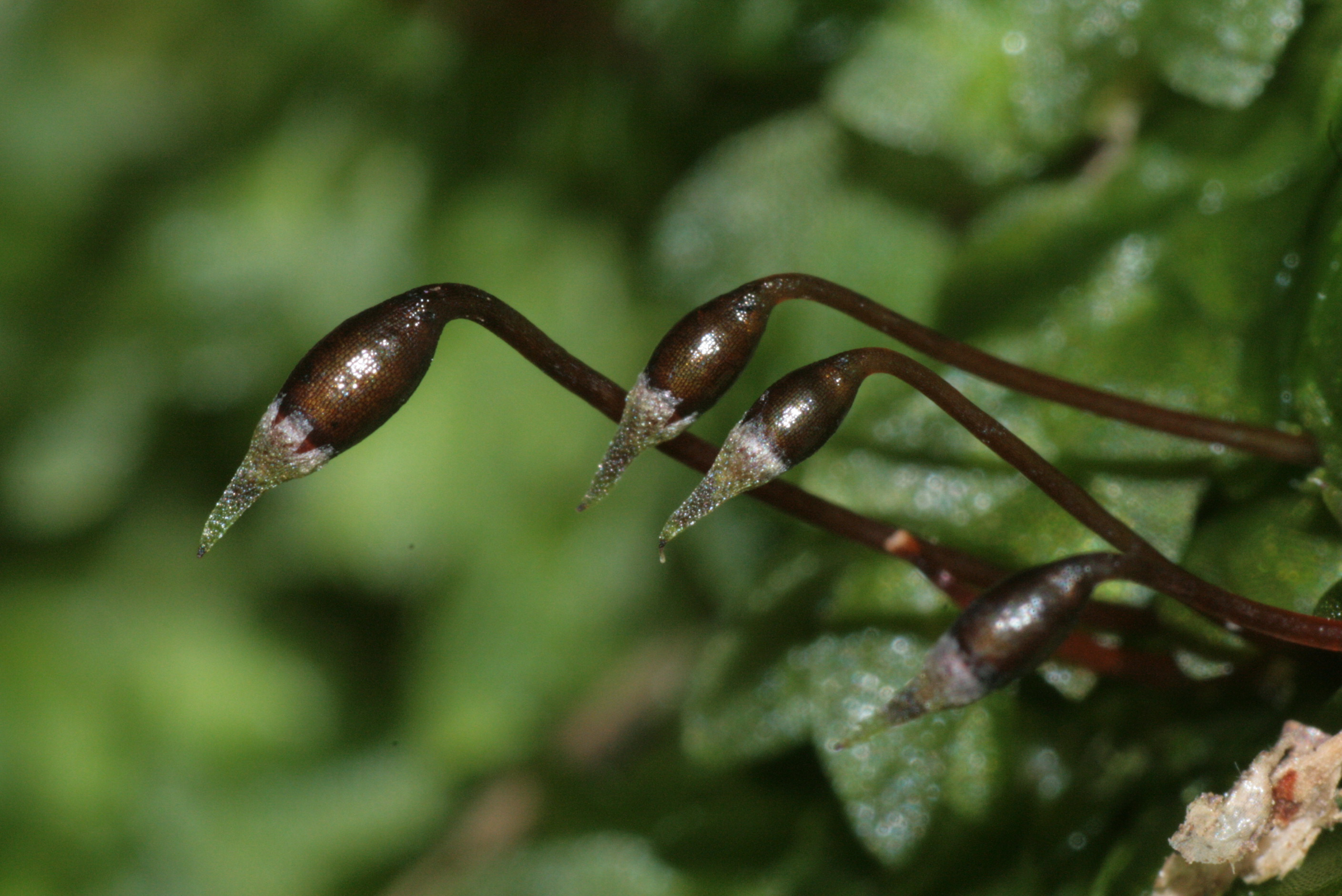
Hookeria lucens.